# 46-я пехотная дивизия (Российская империя)
46-я пехотная дивизия — пехотное соединение в составе Русской Императорской Армии
Штаб дивизии: Ярославль. Входила в 25-й армейский корпус.

### Боевые действия
Дивизия — участница Таневского сражения 18 — 25 июня 1915 г. и Люблин-Холмского сражения 9 — 22 июля 1915 г. Отличилась в Барановичской операции 1916 г.

В 46-й дивизии полки отказались выполнять боевые приказания, а затем Гроховский и Пултусский полки повиновались и выдали главных зачинщиков, к другим двум полкам [15 июня 1917 года] было применено вооружённое воздействие. После обстрела части сдались, главные виновники выделены и преданы военно-полевому суду.— РГВИА. Ф. 2003. Оп. 2. Д. 411. Л. 105

## Состав дивизии
- 1-я бригада (Ярославль)
  - 181-й пехотный Остроленский полк
  - 182-й пехотный Гроховский полк
- 2-я бригада (Кострома)
  - 183-й пехотный Пултуский полк
  - 184-й пехотный Варшавский полк

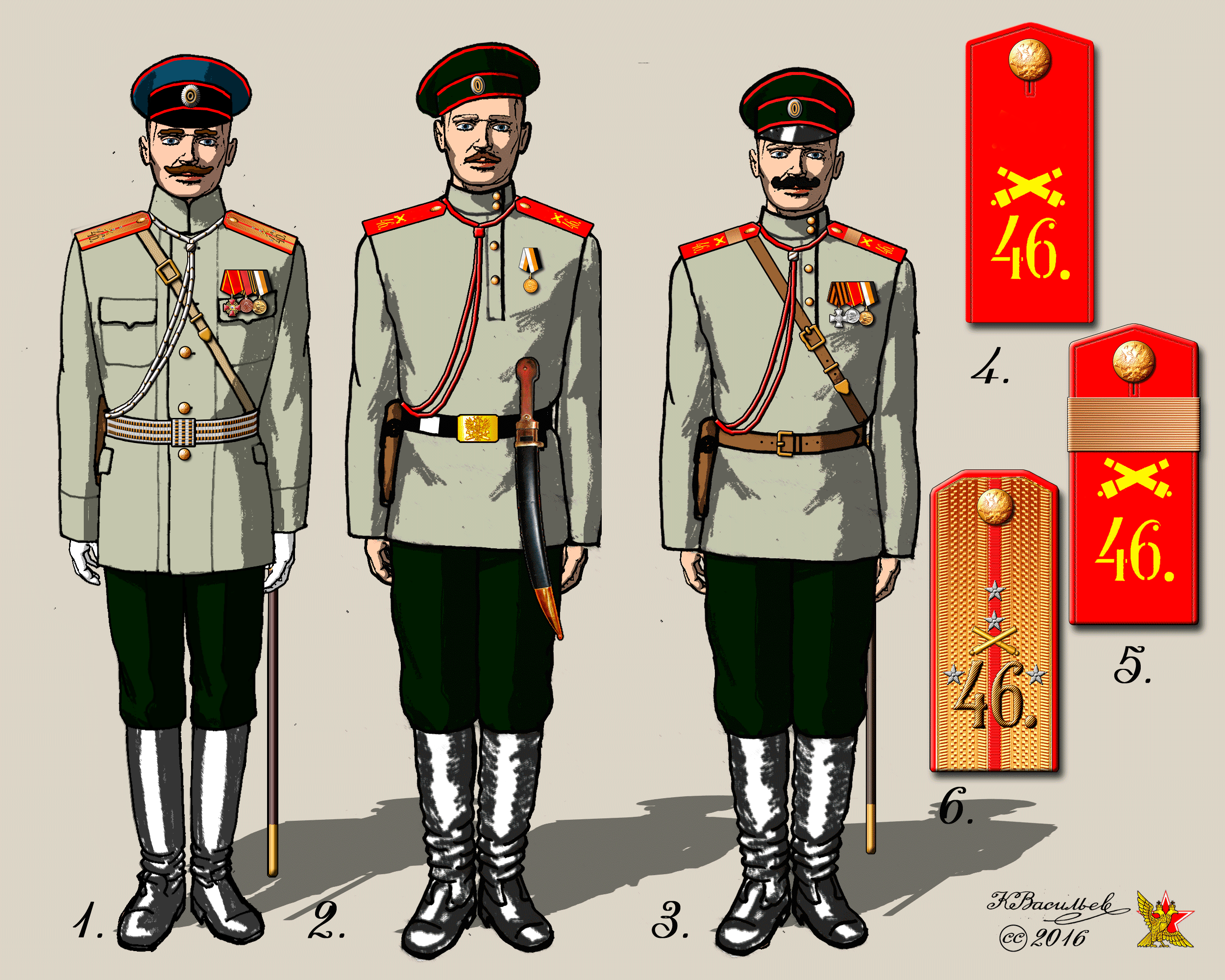
Форма одежды чинов 46-й Артиллерийской бригады
во время празднования 300-летия династии Романовых в Костроме 19—20 мая (1—2 июня) 1913 года:
1. Форма одежды офицеров.
2. Форма одежды нижних чинов.
3. Форма одежды фельдфебеля.
4. Погон канонира.
5. Погон фельдфебеля.
6. Погон штабс-капитана.

- 46-я артиллерийская бригада (Ярославль)

## Командование дивизии

### Начальники дивизии
- 28.06.1905 — 29.04.1906 — генерал-майор Энгельке, Николай Петрович
- 03.07.1910 — 24.06.1915 — генерал-лейтенант Долгов, Дмитрий Александрович
- 24.06.1915 — 06.04.1917 — генерал-майор (с 10.10.1915 генерал-лейтенант) Илькевич, Николай Андреевич

### Начальники штаба дивизии
- 21.06.1905-05.05.1906 — полковник Дуров, Николай Николаевич
- 10.07.1910-17.07.1912 — полковник Махов, Михаил Михайлович[9]
- 02.09.1912-23.12.1914 — полковник Галкин, Михаил Сергеевич
- 16.01.1915-24.03.1916 — и. д. подполковник (с 15.06.1915 полковник) Головин, Леонид Владимирович

### Командиры 1-й бригады
- 28.06.1905 — 12.03.1907 — генерал-майор Снежков, Владимир Николаевич
- 25.02.1912 — 09.10.1912 — генерал-майор Райковский, Викентий Логгинович[10]
- 09.10.1912 — 19.07.1914 — генерал-майор Чистяков, Сергей Дмитриевич

### Командиры 2-й бригады
- 17.06.1910 — 31.01.1915 — генерал-майор Парский, Дмитрий Павлович

### Командиры сводной бригады
После начала Первой мировой войны в дивизии была оставлена должность только одного бригадного командира, именовавшегося командиром бригады 4-й пехотной дивизии.
- 09.02.1915 — 21.08.1915 — генерал-майор (с 12.07.1915 генерал-лейтенант) Веселовский, Антоний Андреевич
- 25.08.1915-осень 1915 — генерал-майор Солунсков, Степан Михайлович
- 21.11.1915-29.11.1916 — генерал-майор Карпов, Пётр Петрович

### Командиры 46-й артиллерийской бригады
- 26.07.1910 — 10.03.1912 — генерал-майор Волковицкий, Илья Ильдефонсович
- 10.03.1912 — 22.12.1915 — генерал-майор Фогель, Александр Александрович
- 11.01.1916 — 23.06.1917 — генерал-майор Позоев, Георгий Аветикович
- 10.07.1917 — хх.01.1918 — генерал-майор Блавдзевич, Николай Павлович